# Повстання іхванів
Повстання іхва́нів розпочалося в 1927 році, коли племена Мутаїр і Аджман повстали проти влади ібн Сауда й зробили транскордонні рейди в райони Зайордання, Месопотамії та Кувейту. Це призвело до відкритої кривавої міжусобиці між династією Саудитів та іхванами в грудні 1928 року. Головні організатори повстання були розгромлені в битві біля Сабілли 29 березня 1929 року. Іхванські племена й війська, вірні Абд аль-Азізу ібн Сауду, знову зіткнулися поблизу Джебель-Шаммару в серпні 1929 року, а 5 жовтня 1929 року іхвани напали на плем'я Авазим. Фейсал аль-Давіш, лідер заколотників і племені Мутаїр, втік до Кувейту в жовтні 1929 року, де був затриманий англійцями й переданий ібн Сауду. Урядові війська остаточно придушили повстання 10 січня 1930 року, коли інші іхванські лідери повстанців здалися британцям. Згодом іхванська верхівка була знищена, а решта в результаті були включені в регулярні саудівські війська. Султан ібн Баджад, один з трьох головних лідерів іхванів, був убитий в 1931 році, а Фейсал аль-Давіш помер у в'язниці в Ер-Ріяді 3 жовтня 1931 року через хворобу серця (як було оголошено).

## Передісторія
На початку XX століття Аравія стала ареною міжплемінних воєн, які привели до їхнього об'єднання під владою династії Аль Сауд. Основними перешкодами для досягнення цієї мети були іхвани, ваххабітська-бедуїнська племінна армія на чолі з Султаном ібн Баджадом аль-Отейбі й Фейсалом аль-Давішом. Іхвани походили з Неджду й сприяли розділу Османської імперії після Першої Світової Війни, завершили завоювання території в 1925 році, яка повинна була б стати Саудівською Аравією. 10 січня 1926 року Абдул-Азіз оголосив себе королем Хіджазу, а 27 січня 1927 року він взяв титул короля Неджду (його колишній титул був «Султан').

## Підрив авторитету ібн-Сауда
Після завоювання Хіджазу деякі лідери іхванів хотіли продовжити розширення ваххабітського королівства шляхом завоювання територій британських протекторатів Зайордання, Іраку і Кувейту. Аравійські племена вже намагалися анексувати території в прикордонній війні з Кувейтом і набігах на Трансйорданію, але зазнали важких втрат. Всупереч волі ібн Сауда, деякі іхвани, в основному з племені Мутаїр під командуванням Аль-Давіша, здійснили набіг на південь Іраку 5 листопада 1927 року, зіткнувшись з іракськими військами біля Бусаї, в результаті чого загинуло 20 осіб з обох сторін. Деякі іхвани також здійснили рейд на територію Кувейту в січні 1928 року. В обох випадках їхньою здобиччю були верблюди та вівці. Попри жорстокість своїх нападів, вони зазнали великих втрат від нападів британської авіації й кувейтців.
У січні 1929 року внаслідок рейду іхванів на шейхство Кувейт, був убитий американський місіонер Біллкерт, котрий подорожував з іншим американцем, філантропом Чарльзом Крейном. За відсутності намагання ібн Сауда мобілізувати свої сили для приборкання іхванів і припинення набігів, британська авіація була розміщена в Кувейті.

## Відкрите повстання

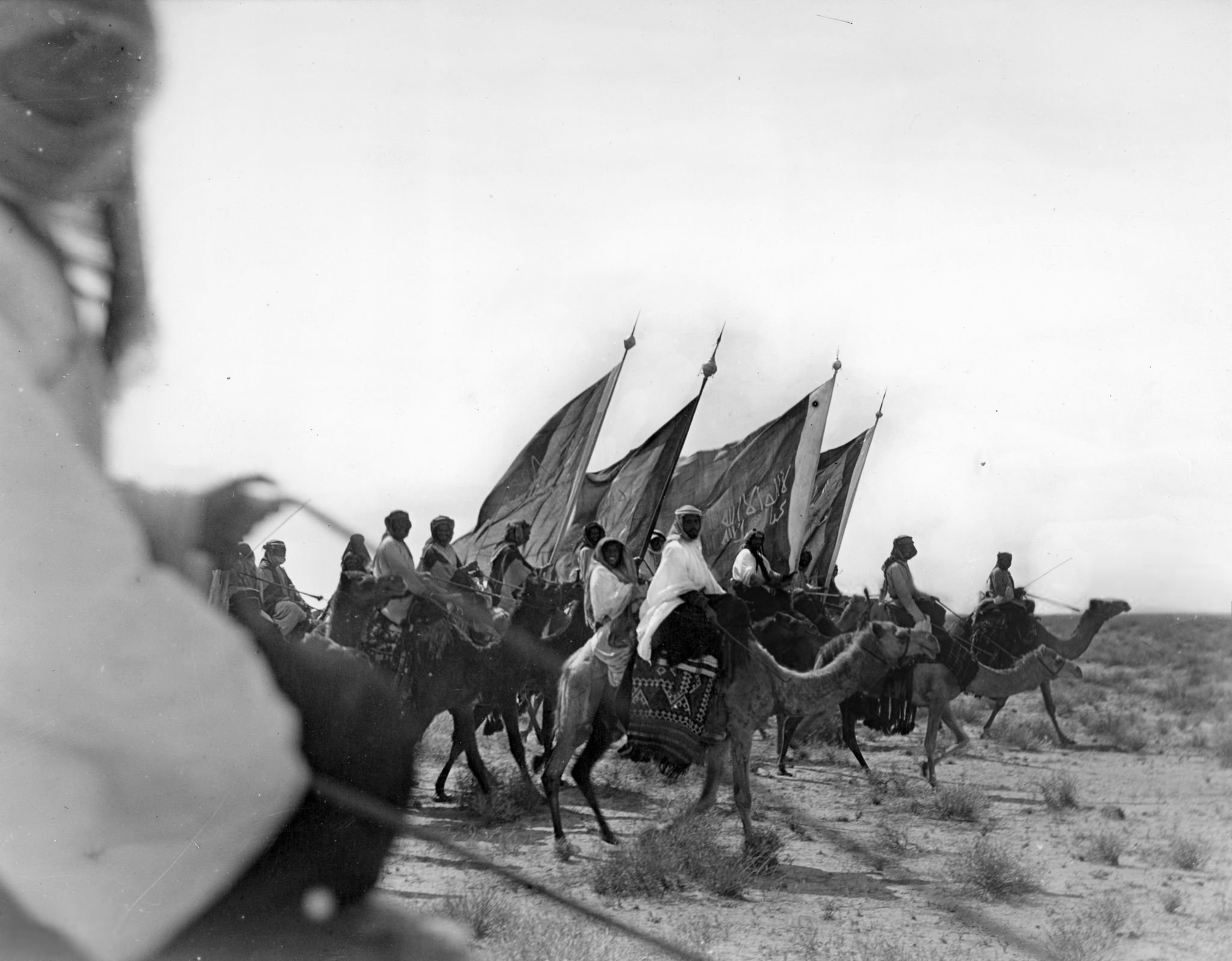

Проте Абдул-Азіз не мав наміру миритися з іхванськими набігами. Абдул-Азіз знав, що деякі частини центральної Аравії, не входили в його державу та були під британським протекторатом. Він сам за рік перед цим повстанням отримав британське визнання незалежного правителя й побоювався прямого конфлікту з англійцями. Іхвани повстали в грудні 1928 року. 
Кульмінація протистояння припала на 30—31 березня 1929 року в битві біля Сабілли, де загинули лідери іхванів. Ця сутичка була останнім великим боєм з вершниками на верблюдах. Вона перетворилася на бійню, де вершники на верблюдах не могли протистояти кавалерії та кулеметам армії ібн Сауда. Унаслідок бою було вбито близько 500 іхванів, а втрати ібн Сауда склали близько 200 осіб.
Іхванські племена й війська, вірні Абд аль-Азіза ібн Сауда, билися в регіоні Джебель-Шаммар у серпні 1929 року, в результаті чого загинули близько 1000 осіб.
Попри втрати, іхвани продовжили бойові дії, напавши на аравійське плем'я аваз 5 жовтня 1929 року, в результаті чого було вбито 250 осіб.
Фейсал аль-Давіш втік до Кувейту в жовтні 1929 року, а урядові війська остаточно придушили повстання 10 січня 1930 року, коли іхванські лідери здалися британцям.

## Наслідки
Згодом верхівка іхванів була знищена, а самі іхвани були включені в регулярні саудівські війська. Султан ібн Баджад, один з головних іхванських лідерів, був убитий у 1931 році. Фейсал аль-Давіш помер у в'язниці в Ер-Ріяд 3 жовтня 1931 року.
У вересні 1932 роки два королівства Хіджаз і Неджд були об'єднані в єдине Королівство Саудівська Аравія.